# Fram-ekspeditionen 1898-1902
Fram-ekspeditionen 1898-1902 var en polarekspedition ledet af Otto Sverdrup til det nordvestlige Grønland og området nord for det østlige Canada. Områder som delvis var hvide pletter på kortet.

## Forløb
Ekspeditionen blev finansieret af Axel Heiberg og brødrene Ellef Ringnes og Amund Ringnes.
Om bord på "Fram" havde Sverdrup fem forskere og en besætning på ti mand. Forskerne var Gunnar Isachsen, kartograf; Per Schei, geolog; Herman Georg Simmons, svensk botaniker; Edvard Bay, dansk zoolog, og læge Johan Svendsen. Harpunér Peder Leonard Hendriksen deltog ligesom i den første "Forward". Besætningen bestod af ekspeditionslederens stedfortræder Victor Baumann, styrmand Oluf Raanes, maskinist Karl Olsen, kok Henrik Lindstrøm, Jacob Nødtvedt, Rudolf Stolz, Ove Braskerud, Ivar Fosheim og Sverre Hassel, som senere deltog i Roald Amundsens Sydpolsekspedition. Svendsen og Braskerud døde på rejsen. En mand Sverdrup ville have med, men som faldt på grund af undersøgelser var Herman Smith-Johannsen.
Ekspeditionen videreudforskede Ellesmere Island og udforskede og satte navne på Ellef Ringnes Island, Amund Ringnes Island og Axel Heiberg Island vest for Ellesmere Island i Canada. Et fælles navn for disse øer er Sverdrupøerne.
Ekspeditionen kortlagde et område på ca. 150 km²  af, hvad der i dag er canadisk territorium Nunavut i arktisk Canada. Ekspeditionen undersøgte også flora, fauna og gjorde geologiske og oceanografiske observationer.
Sverdrup havde planlagt tre vintre, men isforholdene i 1901 gjorde det umuligt at komme ud i de åbne farvande. Ekspeditionen varede derfor fire år.